# Diocesi di Kaga-Bandoro
La diocesi di Kaga-Bandoro (in latino Dioecesis Kagiensis-Bandorensis) è una sede della Chiesa cattolica nella Repubblica Centrafricana suffraganea dell'arcidiocesi di Bangui. Nel 2021 contava 114.314 battezzati su 313.314 abitanti. È retta dal vescovo Victor Hugo Castillo Matarrita, M.C.C.I.

## Territorio
La diocesi comprende le prefetture di Bamingui-Bangoran, Nana-Grébizi e Kémo nella Repubblica Centrafricana.
Sede vescovile è la città di Kaga-Bandoro, dove si trova la cattedrale di Santa Teresa del Bambin Gesù.
Il territorio è suddiviso in 11 parrocchie.

## Storia
La diocesi è stata eretta il 28 giugno 1997 con la bolla Cum ad aeternam di papa Giovanni Paolo II, ricavandone il territorio dall'arcidiocesi di Bangui.

## Cronotassi dei vescovi
Si omettono i periodi di sede vacante non superiori ai 2 anni o non storicamente accertati.
- François-Xavier Yombandje (28 giugno 1997 - 3 aprile 2004 nominato vescovo di Bossangoa)
- Albert Vanbuel, S.D.B. (16 luglio 2005 - 27 settembre 2015 dimesso)
- Tadeusz Kusy, O.F.M. † (27 settembre 2015 succeduto - 31 marzo 2024 deceduto)
- Victor Hugo Castillo Matarrita, M.C.C.I., dal 5 settembre 2024

## Statistiche
La diocesi nel 2021 su una popolazione di 313.314 persone contava 114.314 battezzati, corrispondenti al 36,5% del totale.
| anno | popolazione | popolazione | popolazione | presbiteri | presbiteri | presbiteri | presbiteri                | diaconi | religiosi | religiosi | parrocchie |
| anno | battezzati  | totale      | %           | numero     | secolari   | regolari   | battezzati per presbitero | diaconi | uomini    | donne     | parrocchie |
| ---- | ----------- | ----------- | ----------- | ---------- | ---------- | ---------- | ------------------------- | ------- | --------- | --------- | ---------- |
| 1999 | 73.274      | 666.185     | 11,0        | 13         | 11         | 2          | 5.636                     |         | 3         | 13        | 8          |
| 2000 | 50.437      | 230.420     | 21,9        | 10         | 8          | 2          | 5.043                     |         | 4         | 19        | 8          |
| 2001 | 50.437      | 230.420     | 21,9        | 13         | 10         | 3          | 3.879                     |         | 4         | 19        | 8          |
| 2002 | 50.437      | 230.420     | 21,9        | 14         | 10         | 4          | 3.602                     |         | 7         | 19        | 8          |
| 2003 | 50.437      | 230.420     | 21,9        | 13         | 10         | 3          | 3.879                     |         | 6         | 19        | 8          |
| 2004 | 60.200      | 230.420     | 26,1        | 13         | 10         | 3          | 4.630                     |         | 3         | 15        | 8          |
| 2006 | 76.809      | 233.000     | 33,0        | 15         | 12         | 3          | 5.120                     |         | 5         | 15        | 8          |
| 2011 | 83.400      | 246.600     | 33,8        | 21         | 18         | 3          | 3.971                     |         | 3         | 16        | 10         |
| 2013 | 92.406      | 256.000     | 36,1        | 21         | 17         | 4          | 4.400                     |         | 5         | 19        | 11         |
| 2016 | 99.030      | 287.000     | 34,5        | 24         | 22         | 2          | 4.126                     |         | 3         | 5         | 11         |
| 2019 | 110.500     | 299.610     | 36,9        | 29         | 26         | 3          | 3.810                     |         | 3         | 9         | 11         |
| 2021 | 114.314     | 313.314     | 36,5        | 30         | 27         | 3          | 3.810                     |         | 3         | 10        | 11         |